# Église Saint-Germain de Saint-Germain-sur-Sarthe
Pour les articles homonymes, voir Église Saint-Germain.
L'église Saint-Germain est une église catholique située à Saint-Germain-sur-Sarthe, en France.

## Localisation
L'église est située dans le département français de la Sarthe, dans le bourg de Saint-Germain-sur-Sarthe.

## Architecture

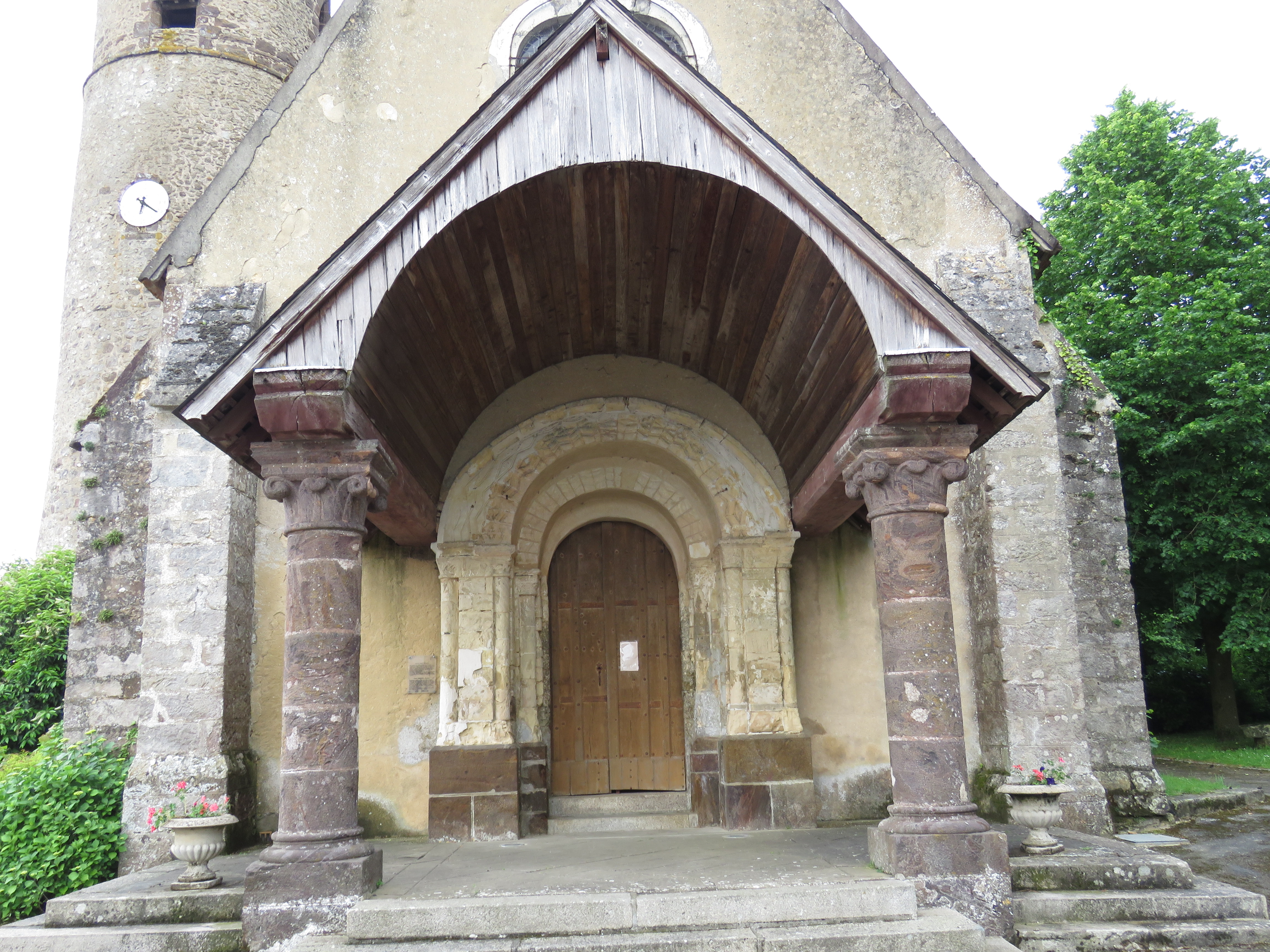
Le portail occidental et le porche.

Le portail occidental, du XIe siècle, est inscrit au titre des monuments historiques depuis le 22 décembre 1927.